# PetroVietnam
ПетроВьетнам (PVN, Вьетнамская Нефтегазовая Группа, вьет. Tập đoàn Dầu khí Quốc gia Việt Nam) — вьетнамская государственная нефтегазовая компания. Штаб-квартира компании расположена в Ханое.
Направление деятельности: оборудование для освоения морских нефтяных и газовых месторождений, нефтехимия, повышение нефтеотдачи.

## История
Днём создания ПетроВьетнам считается 3 сентября 1975 года, кода был создан департамент добычи нефти и газа. Вьетнамская Нефтегазовая Компания была основана 9 сентября 1977 года как основная дочерняя структура департамента. В апреле 1981 года было открыто месторождение газа на вьетнамском шельфе. В июне 1981 года было создано советско-вьетнамское совместное предприятие «Вьетсовпетро». В мае 1984 года было открыто месторождение нефти Батьхо, также на шельфе, в 1986 году началась его промышленная разработка. В 1999 году был построен газоперерабатывающий завод, а в 2004 году — завод по производству удобрений. В сентябре 2006 года ПетроВьетнам приобрёл 15-процентную долю в проекте по добыче нефти на шельфе Малайзии. В конце декабря 2008 года начал работу комплекс в городе Камау, включающий две тепловые электростанции общей мощностью 1,5 ГВт, завод удобрений и газопровод. В начале 2009 года компания была награждена званием «героя труда», а в 2010 году — «Орденом Золотой Звезды», с 1986 года она обеспечивала 20 % доходов государства и такую же долю товарного экспорта. В 2011 году началась эксплуатация первой бурильной платформы, изготовленной во Вьетнаме дочерней компанией Морская верфь «ПетроВьетнам». В январе 2011 года в провинции Куангнгай был открыт крупнейший в стране нефтеперерабатывающий завод производительностью 6,5 млн тонн нефти в год.

## Собственники и руководство
Владелец 100 % компании — правительство Вьетнама.

### Руководство[8]
- г-н Ле Мань Хунг — Генеральный директор, член Правления
- г-н Нгуен Куок Тхап — Вице-президент
- г-н До Ти Тхань — Вице-президент
- г-н Ле Суан Хуен — Вице-президент
- г-н Нгуен Ван Мау — Вице-президент
- г-н Фам Тьен Зунг — Вице-президент

Совет директоров:
- г-н Чан Ши Тхань — Председатель совета директоров

- г-н Ле Мань Хунг — Член совета директоров
- г-н Фам Суан Кань — Член совета директоров
- г-н Нгуен Хунг Зунг — Член совета директоров
- г-н Нгуен Ву Чыонг Шон — Член совета директоров
- г-н Динь Ван Шон — Член совета директоров
- г-н Фан Нгок Чунг — Член совета директоров

Совет наблюдателей:
- г-н Нгуен Мань Хунг
- г-жа Нгуен Тхи Нгок Лан
- г-жа Ву Хонг Нхунг

Представительство в РФ
- Нгуен Ань Фыонг — Директор представительтства

## Деятельность

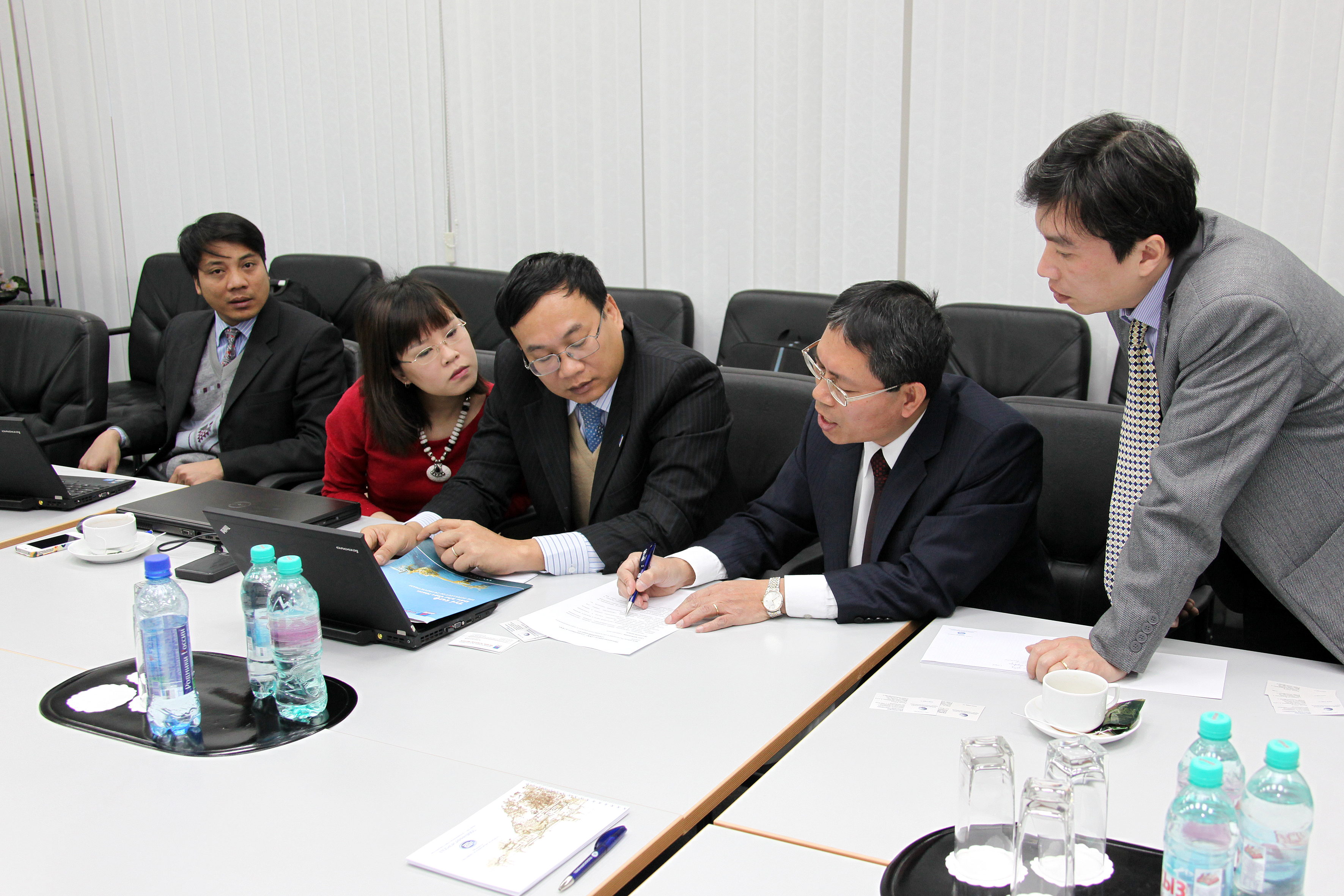
Эксперты «Петровьетнам» во время рабочей встречи в ООО «ТюменНИИгипрогаз». г. Тюмень, Россия. 2014

Компания осуществляет деятельность по добыче, транспортировке, переработке углеводородов, причем операции ведутся как на территории Вьетнама, так и в Малайзии, Индонезии, Монголии, Алжире, России. Запасы компании на конец 2009 года составляли 84 млн т нефтяного эквивалента, в том числе 34 млн т — на территории Вьетнама, 50 млн т — в иных странах.
У PetroVietnam есть два совместных предприятия с российской компанией «Зарубежнефть» — СП «Вьетсовпетро» и ООО "СК «Русвьетпетро». «Вьетсовпетро» разрабатывает на условиях соглашения о разделе продукции ряд нефтегазовых месторождений на вьетнамском шельфе, основное месторождение (80 % добычи) — «Белый тигр». Объём добычи в 2010 году составил 6,4 млн тонн нефти, пик добычи (13 млн тонн) пришелся на начало 2000-х гг. «Русвьетпетро» занимается разработкой 13 месторождений в Ненецком автономном округе.
| Наименование/назначение   | «Зунгкуат» | Установка для переработки конденсата                                  | Завод DOP в провинции Донг Най                                |
| Тип производства          | Нефтеперерабатывающий завод                                                                                         | Нефтеперерабатывающий завод                                           | Нефтехимический завод                                         |
| Местоположение            | Экономическая зона Дунг Кват, район Бинь сон, провинция Куанг Нгай                                                  | Индустриальный парк фу Ми, район Тань Тхань, провинция Ба РИА-Вунгтау | Промышленный парк го Дау, район Лонг Тхань, провинция Донгнай |
| Мощность                  | 6,5 млн тонн сырой нефти в год                                                                                      | 270 000 тонн бензина в год                                            | 30 000 тонн диоктилфталата в год                              |
| Дата начала строительства | Сентябрь 2001 года                                                                                                  |                                                                       |                                                               |
| Дата начала эксплуатации  | 22 февраля 2009 года                                                                                                | Октябрь 2001 года                                                     | Октябрь 1997 года                                             |
| Продукты                  | Сжиженный газ, неэтилированный бензин, керосин/реактивное топливо, дизельное топливо, печное масло, пропилен и сера | бензин и его продукты производства                                    | Фталевый ангидрид (ПА) и 2-этил-1-гексанол (2-Эх)             |
| Инвестиционный капитал    | Около 3 миллиардов долларов США                                                                                     | 17 миллионов долларов США                                             | 12,5 миллиона долларов США                                    |

Выручка компании за 2009 год составила $14 млрд, прибыль не раскрывается.

### Подразделения
- PetroVietnam Oil Corporation (ПетроВьетнам Нефтяная Корпорация) (PV Oil)
- PetroVietnam Gas (ПетроВьетнам Газ) (PV Gas)
- PetroVietnam Exploration Production Corporation (Производственно-Разведочная Корпорация «ПетроВьетнам») (PVEP)
- Binh Son Refining and Petrochemical Company (Нефтеперерабатывающая и Нефтехимическая Компания «Бинь Шон») (BSR)

ПетроВьетнам управляет двумя крупнейшими нефтеперерабатывающими и нефтехимическими комплексами в провинциях Куангнгай (оператор — Нефтеперерабатывающая и Нефтехимическая Компания «Бинь Шон») и Тханьхоа (совместное предприятие ПетроВьетнам, Idemitsu Kosan, Kuwait Petroleum International и Mitsui Chemicals).

### Сотрудничество с Россией
В 2014 году Россия и Вьетнам подписали ряд документов, в том числе по созданию ОАО «Газпром нефть» и ПетроВьетнам совместной компании для разработки Долгинского нефтяного месторождения и контракт о поставках нефти марки ВСТО во Вьетнам.
В 2016 году «Газпром» и ПетроВьетнам заключили соглашение о совместных разведывательных работах на нефтяном месторождении Дай Хунг (Đại Hùng) во Вьетнаме, а также на нефтяных блоках в Камбодже, Алжире, Боливии, Гренаде и Экваториальной Гвинее. В том же году «Роснефть» заключили соглашение о сотрудничестве с ПетроВьетнам. Документ был подписан в рамках официального визита в РФ премьер-министра Вьетнама Нгуен Суан Фука. Подписи под документом поставили президент «Роснефти» Игорь Сечин и председатель управляющего совета корпорации ПетроВьетнам Нгуен Куок Кхань.